# Kongregace sester Nejsvětější Svátosti
Kongregace sester Nejsvětější Svátosti (Congregatio Sororum a Sanctissimo Sacramento) je ženská katolická kongregace papežského práva českého původu. Sestry jsou dodnes nepřesně označovány jako petrinky, jednak pro podobu jména Kongregace s oficiálním jménem petrinů, jednak proto, že v počátcích s nimi úzce spolupracovaly. Těžiště jejich činnosti vždy bylo v Českých Budějovicích, kde se nachází i jejich hlavní klášter.
Posláním Kongregace je dle její Konstituce sloužit zájmům Církve svaté a záchraně lidských duší. Prostředkem je jednak úcta k Nejsvětější Svátosti (každá sestra koná denně půlhodinovou adoraci), jednak výchova a vyučování dívek a dívčí mládeže, péče o nemocné a staré občany a zhotovování bohoslužebných rouch.

## Historie
Kongregace byla založena v roce 1887 Marií Magdalénou Šebestovou v Českých Budějovicích. Týž rok byla Kongregace potvrzena jako diecézní řeholní společnost biskupem Říhou, v roce 1933 ji schválil papež Pius XI. Konstituce Kongregace byla definitivně schválena dne 12. dubna 1948.
Během druhé světové války musela Kongregace omezit činnost. Nejdříve ji musely po Mnichovské dohodě na příkaz vládních představitelů opustit sestry polské národnosti. Činnost klášterních škol byla postupně narušována a v září 1942 byly zrušeny. Sestry musely pracovat jako domácí dělnice a ošetřovatelky, poskytly přitom útulek školským sestrám a boromejkám vyhnaným ze svých klášterů a budov.
V roce 1945 byly řádové školy opět otevřeny, šlo tehdy o mateřskou školu, obecnou dívčí školu, měšťanskou dívčí školu, dívčí penzionát, dívčí reálné gymnázium, pedagogické gymnázium a ústav pro vzdělávání učitelek mateřských škol. K 1. lednu 1948 Kongregace vykazovala 156 sester a 10 novicek.
Po únoru 1948 se na Kongregaci snesla vlna perzekucí ze strany komunistických úřadů. Nejdříve byly zestátněny řádové školy (prosinec 1948), ovšem sestry mohly zatím učit dál. V roce 1950 byly zabrány zbylé řádové budovy a sestrám bylo řečeno, že mohou zůstat a pokračovat v učení jen v civilním šatě a podle osnov jednotné socialistické školy - ty to odmítly. Poté byly sestry násilím přemístěny do bývalého františkánského kláštera v Hostinném (který byl týden předtím prohlášen za neobyvatelný).
Sestry poté byly několikrát přemisťovány a nuceny pracovat v průmyslu a zemědělství, klasická náplň jejich činnosti jim byla znemožňována. Kromě nezákonné internace celé kongregace bylo několik sester internováno, či vězněno odděleně. Několik jich bylo státními úřady vybráno, aby pečovaly o nezákonně internované biskupy. Sestra Celestina Barbora Kupsová byla na základě vykonstruovaného procesu (souzena byla v rámci procesu s biskupem Otčenáškem) odsouzena na 8 let do vězení pro údajnou velezradu a vyzvědačství.
Během pražského jara došlo k uvolnění a Kongregace mohla přijmout několik novicek a žadatelek. Konec uvolnění nastal na počátku 70. let, což opět zcela znemožnilo veřejnou činnost Kongregace.
Kongregace mohla začít plně obnovovat své veřejné působení až po sametové revoluci. Dostala zpět malou část svých budov a začala opravovat svůj klášterní komplex v Českých Budějovicích s kostelem Božského srdce Páně. 1. září 1992 byla opět otevřena řádová mateřská škola v Českých Budějovicích. Kongregace opět vyrábí bohoslužebná roucha. . Mimo to působí sestry ještě v dalších zařízeních, která Kongregaci nepatří (Domov svatého Josefa v Žirči u Dvora Králové a v Domově u studánky).

## Generální představené Kongregace
- M.M. Magdaléna Šebestová (1887-1924)
- M.M. Klára Beránková (1924-1938)
- M.M. Tekla Farková (1938-1944)
- M.M. Evangelista Říhová (1944-1954)
- M.M. Klementina Hartmannová (1954-1991)
- M.M. Gemma Urbanová (1991 - 2009)
- M.M. Františka Panroková (od 2009 - zemřela 5. března 2020 ve věku nedožitých 55 let)
- M.M. Jana Houštecká (2020-dosud)